# 1985 في ألمانيا
فيما يلي قوائم الأحداث التي وقعت خلال عام 1985 في ألمانيا.

## سياسة

### تعيين في المنصب
- 1 يناير – ريتا زوسموت الوزارة الاتحادية لشؤون الأسرة وكبار السن والنساء والشباب.

### انتهاء فترة المنصب
- 31 أكتوبر – لوتار شبيت رئيس البوندسرات.

## رياضة
- 4 أغسطس – جائزة ألمانيا الكبرى 1985 الفائز ميكيلي ألبوريتو.

## برامج ومسلسلات وأنمي
- شارع الزيزفون

## كتب
من الكتب التي صدرت هذه السنة في ألمانيا:
- 1 يناير – العطر من تأليف باتريك زوسكيند.

## مواليد

### يناير
- 7 يناير – لوك سورنسن لاعب كرة مضرب أيرلندي.
- 8 يناير – إليزابيت بيتس
- 8 يناير – بينيديكت فيرنانديز لاعب كرة قدم ألماني.
- 15 يناير – رينيه أدلر لاعب كرة قدم ألماني.
- 16 يناير – تيم باور لاعب كرة قدم ألماني.
- 16 يناير – دانيال جوردون لاعب كرة قدم جمايكي.

### فبراير
- 14 فبراير – كريستوف يانكر لاعب كرة قدم ألماني.
- 20 فبراير – أليكس كينغ لاعب كرة سلة ألماني.

### مارس
- 1 مارس – أندرياس أوتل لاعب كرة قدم ألماني.
- 4 نوفمبر – مارسيل يانسن لاعب كرة قدم ألماني.
- 6 مارس – غودفري خوستو موكوينا منافِس أوليمبي جنوب أفريقي.
- 21 مارس – كلير أميرة لوكسمبورغ سيدة أعمال ألمانية.
- 30 مارس – راسيل كارتر لاعب كرة سلة أمريكي.

### أبريل
- 15 أبريل – يوليان شوستر لاعب كرة قدم ألماني.
- 19 أبريل – يان تسيمرمان لاعب كرة قدم ألماني.
- 23 أبريل – سباستيان فرايس لاعب كرة قدم ألماني.
- 23 أبريل – طوني مارتين
- 28 أبريل – لوكاس جاكوبتيك رياضي ألماني.

### مايو
- 6 مايو – جيرو كريتشمير لاعب كرة مضرب ألماني.
- 9 مايو – سفين سورين كريستوفيرسين لاعب كرة يد ألماني.
- 16 مايو – آنيا ميتاغ لاعبة كرة قدم ألمانية.
- 24 مايو – أنجي جيشكي لاعبة كرة يد ألمانية.

### يونيو
- 4 يونيو – آنا لينا غرونفيلد لاعبة كرة مضرب ألمانية.
- 11 يونيو – تيم هوغلاند لاعب كرة قدم ألماني.
- 14 يونيو – مارفين كومبر لاعب كرة قدم ألماني.
- 21 يونيو – صفية موني
- 27 يونيو – نيكو روسبيرغ
- 30 يونيو – آرني تودي متسابق دراجات نارية ألماني.

### يوليو
- 1 يوليو – آنيكي كران لاعبة كرة قدم ألمانية.
- 1 يوليو – مايكل ديلورا لاعب كرة قدم ألماني.
- 7 يوليو – مارك شتاين لاعب كرة قدم ألماني.
- 10 يوليو – ماريو غوميز لاعب كرة قدم ألماني.
- 19 يوليو – توبياس فيرنر لاعب كرة قدم ألماني.
- 23 يوليو – فيليب زوينير لاعب كرة سلة ألماني.
- 24 يوليو – فيليكس دانر لاعب كرة يد ألماني.
- 25 يوليو – نيلسون بيكيه جونيور سائق سيارة سباق برازيلي.
- 30 يوليو – توبياس فايس لاعب كرة قدم ألماني.

### أغسطس
- 2 أغسطس – لورا شتاينباخ لاعبة كرة يد ألمانية.
- 4 أغسطس – ماركو روس لاعب كرة قدم ألماني.
- 6 أغسطس – رومان بروكوف لاعب كرة قدم ألماني.
- 6 أغسطس – مانويل سالز لاعب كرة قدم ألماني.
- 10 أغسطس – فيبكه كيثورن لاعبة كرة يد ألمانية.
- 14 أغسطس – كريستيان غنتنر لاعب كرة قدم ألماني.
- 26 أغسطس – تاتيانا تريب ممثلة ألمانية.

### سبتمبر
- 20 سبتمبر – سفين نيبهالز

### أكتوبر
- 16 أكتوبر – مانويل سباث لاعب كرة يد ألماني.
- 23 أكتوبر – سفينيا هوبر لاعبة كرة يد ألمانية.

### نوفمبر
- 4 نوفمبر – مارسيل يانسن لاعب كرة قدم ألماني.
- 18 نوفمبر – ميلاني بيرنغير لاعبة كرة قدم ألمانية.
- 19 نوفمبر – يوهان يورغنز ممثل ألماني.
- 27 نوفمبر – دومينيك إنجل لاعب كرة قدم ألماني.

### ديسمبر
- 3 ديسمبر – سيلا شاهين ممثلة ألمانية.
- 19 ديسمبر – ستيفان كنير لاعب كرة يد ألماني.

## وفيات

### يناير
- 7 يناير – يوهان لودفيغ (مواليد 1903) لاعب كرة قدم ألماني.

### فبراير
- 6 فبراير – شلومو دوف جويتين (مواليد 1900)

### مارس
- 12 مارس – إريك زاندر (مواليد 1906)

### أبريل
- 7 أبريل – كارل شميت (مواليد 1888)
- 25 أبريل – إريك شومان (مواليد 1898) فيزيائي ألماني.

### مايو
- 13 مايو – ميلدريد شيل (مواليد 1932) طبيبة ألمانية.

### يوليو
- 3 يوليو – فريدريش روغه (مواليد 1894)
- 4 يوليو – لوته شتراوس (مواليد 1913)
- 16 يوليو – هاينريش بول (مواليد 1917)

### أغسطس
- 12 أغسطس – مانفريد وينكيلهوك (مواليد 1951)

### سبتمبر
- 1 سبتمبر – شتيفان بيلوف (مواليد 1957)
- 22 سبتمبر – أكسل شبرنغر (مواليد 1912)
- 30 سبتمبر – سيمون سينوريت (مواليد 1921)

### أكتوبر
- 2 أكتوبر – ألكسندر مولر (مواليد 1903) سياسي ألماني.
- 5 أكتوبر – بيتر باول (مواليد 1911) ممثل ألماني.

### نوفمبر
- 15 نوفمبر – مريت أوبنهايم (مواليد 1913) مصورة سويسرية.